# Luciano Tesi
Luciano Tesi (ur. 10 grudnia 1931) – włoski astronom amator, odkrywca wielu planetoid, z zawodu weterynarz.

## Działalność astronomiczna
W 1980 roku Tesi założył stowarzyszenie miłośników astronomii Gruppo Astrofili Montagna Pistoiese, którego prezesem jest do tej pory (2022). Stowarzyszenie to przyczyniło się do zbudowania w gminie San Marcello Piteglio w Toskanii Osservatorio Astronomico della Montagna Pistoiese (inna nazwa: Osservatorio di Pian dei Termini) – obserwatorium astronomicznego specjalizującego się w odkryciach planetoid. Tesi odkrył tam 191 planetoid (9 samodzielnie, a 182 wspólnie z innymi amatorami astronomii).

## Nagrody i upamiętnienie
W 2005 uzyskał nagrodę „Meteorite d'oro” (wraz z Andreą Boattinim).
Na jego cześć nazwano odkrytą w 1994 roku planetoidę (15817) Lucianotesi, jego synów uhonorowano zaś nazwami planetoid (13150) Paolotesi i (13704) Aletesi.

## Lista odkrytych planetoid
| (7787) Annalaura      | 23 listopada 1994    |
| (7801) Goretti        | 12 kwietnia 1996     |
| (8051) Pistoria       | 13 sierpnia 1997     |
| (8558) Hack           | 1 sierpnia 1995      |
| (9904) Mauratombelli  | 29 lipca 1997        |
| (10219) Penco         | 25 października 1997 |
| (10371) Gigli         | 27 lutego 1995       |
| (10584) Ferrini       | 14 kwietnia 1996     |
| (10642) Charmaine     | 19 stycznia 1999     |
| (11102) Bertorighini  | 26 września 1995     |
| (11359) Piteglio      | 27 stycznia 1998     |
| (11595) Monsummano    | 23 maja 1995         |
| (11605) Ranfagni      | 19 października 1995 |
| (11622) Samuele       | 9 września 1996      |
| (11625) Francelinda   | 20 października 1996 |
| (11667) Testa         | 19 października 1997 |
| (12399) Bartolini     | 19 lipca 1995        |
| (12840) Paolaferrari  | 6 kwietnia 1997      |
| (12927) Pinocchio     | 30 września 1999     |
| (13150) Paolotesi     | 23 marca 1995        |
| (13200) Romagnani     | 13 marca 1997        |
| (13223) Cenaceneri    | 13 sierpnia 1997     |
| (13250) Danieladucato | 19 lipca 1998        |
| (13704) Aletesi       | 13 sierpnia 1998     |
| (13798) Cecchini      | 15 listopada 1998    |

| (14186) Virgiliofos  | 7 grudnia 1998       |
| (14486) Tuscia       | 4 października 1994  |
| (14964) Robertobacci | 2 listopada 1996     |
| (15034) Décines      | 16 listopada 1998    |
| (15041) Paperetti    | 8 grudnia 1998       |
| (15460) Manca        | 25 grudnia 1998      |
| (15478) 1999 CZ2     | 7 lutego 1999        |
| (16152) 1999 YN12    | 30 grudnia 1999      |
| (16683) Alepieri     | 3 maja 1994          |
| (16744) Antonioleone | 23 lipca 1996        |
| (16797) Wilkerson    | 7 lutego 1997        |
| (17056) Boschetti    | 6 kwietnia 1999      |
| (21269) Bechini      | 6 czerwca 1996       |
| (23547) Tognelli     | 17 lutego 1994       |
| (23589) 1995 UR6     | 23 października 1995 |
| (24818) Menichelli   | 23 listopada 1994    |
| (24969) Lucafini     | 13 lutego 1998       |
| (24996) 1998 OD1     | 20 lipca 1998        |
| (25601) Francopacini | 1 stycznia 2000      |
| (26177) Fabiodolfi   | 12 kwietnia 1996     |
| (26356) Aventini     | 26 grudnia 1998      |
| (26498) Dinotina     | 4 lutego 2000        |
| (27270) Guidotti     | 2 stycznia 2000      |
| (27917) Edoardo      | 6 listopada 1996     |
| (27959) Fagioli      | 19 września 1997     |

| (27977) Distratis       | 25 października 1997 |
| (29353) Manu            | 19 lipca 1995        |
| (29443) Remocorti       | 13 lipca 1997        |
| (29672) Salvo           | 12 grudnia 1998      |
| (29705) Cialucy         | 26 grudnia 1998      |
| (29706) Simonetta       | 25 grudnia 1998      |
| (31414) Rotarysusa      | 14 stycznia 1999     |
| (31458) Delrosso        | 15 lutego 1999       |
| (32938) Ivanopaci       | 15 października 1995 |
| (33010) Enricoprosperi  | 11 marca 1997        |
| (33480) Bartolucci      | 4 kwietnia 1999      |
| (33532) Gabriellacoli   | 18 kwietnia 1999     |
| (34716) Guzzo           | 14 sierpnia 2001     |
| (34717) Mirkovilli      | 14 sierpnia 2001     |
| (34718) Cantagalli      | 14 sierpnia 2001     |
| (35358) Lorifini        | 27 września 1997     |
| (35461) Mazzucato       | 26 lutego 1998       |
| (36446) Cinodapistoia   | 22 sierpnia 2000     |
| (38020) Hannadam        | 17 czerwca 1998      |
| (39678) Ammannito       | 12 czerwca 1996      |
| (39748) Guccini         | 28 stycznia 1997     |
| (39849) Giampieri       | 13 lutego 1998       |
| (42523) Ragazzileonardo | 6 marca 1994         |
| (42614) Ubaldina        | 2 marca 1998         |
| (42929) Francini        | 8 października 1999  |

| (43193) Secinaro     | 1 stycznia 2000      |
| (43882) Maurivicoli  | 7 marca 1995         |
| (44574) Lavoratti    | 4 kwietnia 1999      |
| (46644) Lagia        | 19 lipca 1995        |
| (46720) Pierostroppa | 13 sierpnia 1997     |
| (46815) 1998 MG3     | 21 czerwca 1998      |
| (49340) 1998 WG      | 16 listopada 1998    |
| (49987) Bonata       | 3 stycznia 2000      |
| (50537) 2000 EH14    | 3 marca 2000         |
| (54852) Mercatali    | 22 lipca 2001        |
| (54967) Millucci     | 15 sierpnia 2001     |
| (55196) Marchini     | 11 września 2001     |
| (55418) Bianciardi   | 13 października 2001 |
| (55828) 1995 UN6     | 16 października 1995 |
| (57140) Gaddi        | 15 sierpnia 2001     |
| (58709) Zenocolò     | 14 lutego 1998       |
| (59114) 1998 XQ2     | 7 grudnia 1998       |
| (59384) 1999 FH10    | 22 marca 1999        |
| (59417) Giocasilli   | 5 kwietnia 1999      |
| (60406) Albertosuci  | 3 lutego 2000        |
| (63463) 2001 OR12    | 20 lipca 2001        |
| (67070) Rinaldi      | 1 stycznia 2000      |
| (70444) Genovali     | 9 października 1999  |
| (70744) Maffucci     | 9 listopada 1999     |
| (71221) 1999 YL9     | 31 grudnia 1999      |

| (71489) Dynamocamp     | 4 lutego 2000     |
| (75238) 1999 WC9       | 29 listopada 1999 |
| (75887) 2000 CS34      | 4 lutego 2000     |
| (77464) 2001 HV16      | 22 kwietnia 2001  |
| (79212) 1994 ET        | 6 marca 1994      |
| (79523) 1998 OC1       | 20 lipca 1998     |
| (80008) Danielarhodes  | 4 kwietnia 1999   |
| (82454) 2001 OT12      | 21 lipca 2001     |
| (82463) Mluigiaborsi   | 21 lipca 2001     |
| (82638) Bottariclaudio | 7 sierpnia 2001   |
| (82927) Ferrucci       | 25 sierpnia 2001  |
| (85439) 1997 EP40      | 13 marca 1997     |
| (86195) 1999 ST9       | 30 września 1999  |
| (86375) 2000 AT2       | 1 stycznia 2000   |
| (86376) 2000 AX4       | 2 stycznia 2000   |
| (89735) Tommei         | 4 stycznia 2002   |
| (91146) 1998 OA1       | 20 lipca 1998     |
| (91214) Diclemente     | 23 grudnia 1998   |
| (91900) 1999 VV11      | 5 listopada 1999  |
| (92279) Bindiluca      | 22 lutego 2000    |
| (94634) 2001 WQ14      | 21 listopada 2001 |
| (99389) 2002 AN        | 5 stycznia 2002   |
| (100730) 1998 CE2      | 13 lutego 1998    |
| (100897) Piatra Neamt  | 5 maja 1998       |
| (101534) 1998 YC10     | 25 grudnia 1998   |

| (103421) Laurmatt       | 6 stycznia 2000      |
| (108205) Baccipaolo     | 26 kwietnia 2001     |
| (108950) 2001 PS28      | 14 sierpnia 2001     |
| (109658) 2001 RZ10      | 11 września 2001     |
| (121546) 1999 VU11      | 5 listopada 1999     |
| (135041) 2001 OU12      | 21 lipca 2001        |
| (137082) Maurobachini   | 12 grudnia 1998      |
| (137117) 1999 BK4       | 19 stycznia 1999     |
| (139231) 2001 HW16      | 22 kwietnia 2001     |
| (144303) Mirellabreschi | 16 lutego 2004       |
| (146017) 2000 CX120     | 5 lutego 2000        |
| (148206) 2000 CL97      | 13 lutego 2000       |
| (150238) 1998 YG9       | 23 grudnia 1998      |
| (150712) 2001 QD        | 16 sierpnia 2001     |
| (150713) 2001 QF        | 16 sierpnia 2001     |
| (152583) 1994 TF        | 4 października 1994  |
| (155923) 2001 PB14      | 14 sierpnia 2001     |
| (155926) 2001 PE29      | 15 sierpnia 2001     |
| (159421) 1999 TN10      | 8 października 1999  |
| (165912) 2001 TE7       | 11 października 2001 |
| (172734) Giansimon      | 10 lutego 2004       |
| (173230) 1998 XM        | 6 grudnia 1998       |
| (175771) 1998 XO2       | 7 grudnia 1998       |
| (181312) 2006 QV39      | 24 sierpnia 2006     |
| (181722) 1995 CU        | 1 lutego 1995        |

| (181734) 1995 UQ6        | 23 października 1995 |
| (185990) 2001 OS12       | 21 lipca 2001        |
| (189087) 2001 PE15       | 13 sierpnia 2001     |
| (191582) Kikadolfi       | 20 grudnia 2003      |
| (192573) 1998 XL         | 6 grudnia 1998       |
| (193818) 2001 QH         | 16 sierpnia 2001     |
| (198616) Lucabracali     | 14 stycznia 2005     |
| (205006) 1997 AY21       | 15 stycznia 1997     |
| (207657) Mangiantini     | 1 sierpnia 2007      |
| (208135) 2000 EF15       | 2 marca 2000         |
| (210414) Gebartolomei    | 10 października 2006 |
| (214715) Silvanofuso     | 10 października 2006 |
| (214953) Giugavazzi      | 29 listopada 2007    |
| (216345) Savigliano      | 4 grudnia 2007       |
| (219829) 2002 CR39       | 7 lutego 2002        |
| (234026) Unioneastrofili | 23 września 1998     |
| (235999) Bucciantini     | 4 kwietnia 2005      |
| (236784) Livorno         | 12 sierpnia 2007     |
| (241611) 1999 TO10       | 8 października 1999  |
| (246893) 1997 OB1        | 29 lipca 1997        |
| (247208) 2001 PN28       | 13 sierpnia 2001     |
| (280641) Edosara         | 6 stycznia 2005      |
| (280652) Aimaku          | 2 lutego 2005        |
| (283057) Casteldipiazza  | 24 lipca 2008        |
| (283461) Leacipaola      | 14 sierpnia 2001     |

| (289608) Wanli             | 4 kwietnia 2005      |
| (296928) Francescopalla    | 17 lutego 1994       |
| (299134) Moggicecchi       | 10 marca 2005        |
| (309704) Baruffetti        | 29 marca 2008        |
| (313036) 2000 PL           | 2 sierpnia 2000      |
| (314808) Martindutertre    | 15 października 2006 |
| (315046) Gianniferrari     | 13 lutego 2007       |
| (334068) 2001 PP28         | 13 sierpnia 2001     |
| (337429) 2001 RL16         | 10 września 2001     |
| (343057) Lucaravenni       | 15 lutego 2009       |
| (347537) 1999 YY13         | 31 grudnia 1999      |
| (363124) 2001 PO28         | 13 sierpnia 2001     |
| (364264) Martymartina      | 11 października 2006 |
| (379130) Lopresti          | 15 lutego 2009       |
| (390534) 1998 TA2          | 13 października 1998 |
| (396931) Nerliluca         | 4 kwietnia 2005      |
| 1. 2. 3. 4. 5. 6. 7. 8. 9. |                      |